# Bahnhof Fröttstädt
Der Bahnhof Fröttstädt liegt in Fröttstädt (Landkreis Gotha, Thüringen) an der Bahnstrecke Halle–Bebra und ist Ausgangspunkt der eingleisigen Stichbahn nach Friedrichroda. Die Verbindungen in die nahe gelegenen Städte Erfurt, Gotha und Eisenach sind gut ausgebaut. So ist beispielsweise Gotha in weniger als zehn Minuten und Erfurt in etwa 30 Minuten erreichbar.

## Geschichte

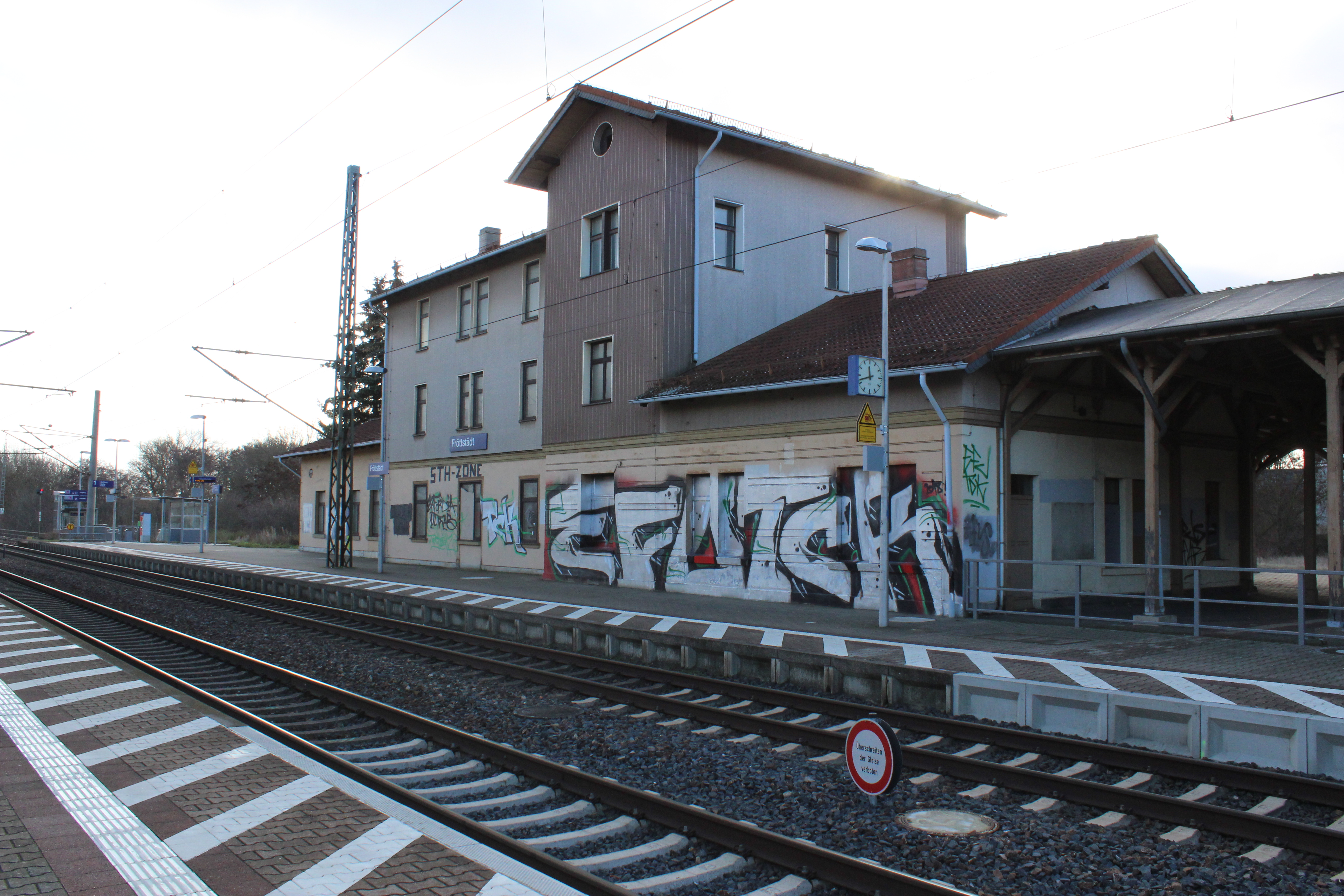
Empfangsgebäude und Gleise der Hauptbahn (2019)

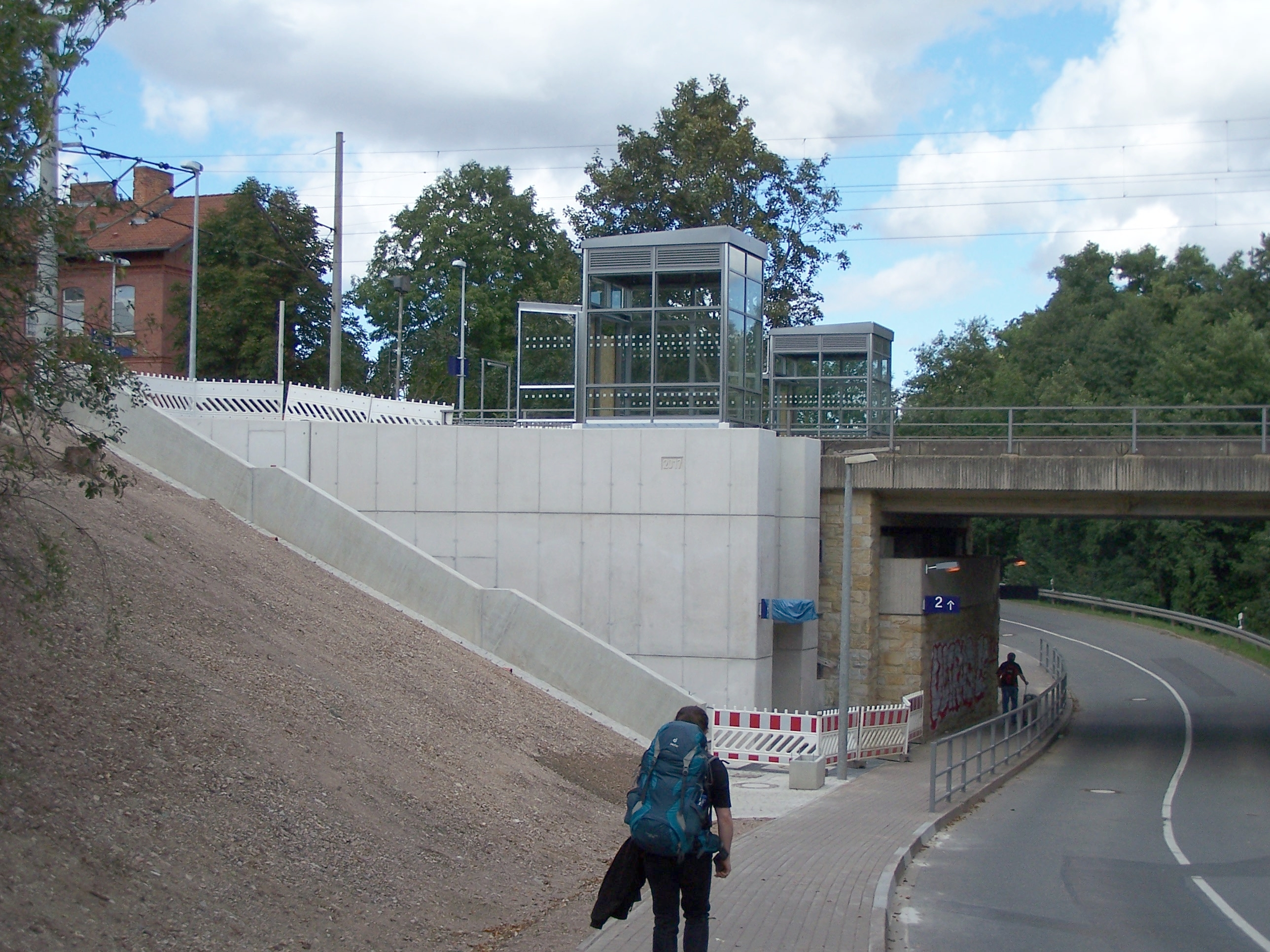
Treppen und Aufzüge zur Hörselgauer Straße (2018)

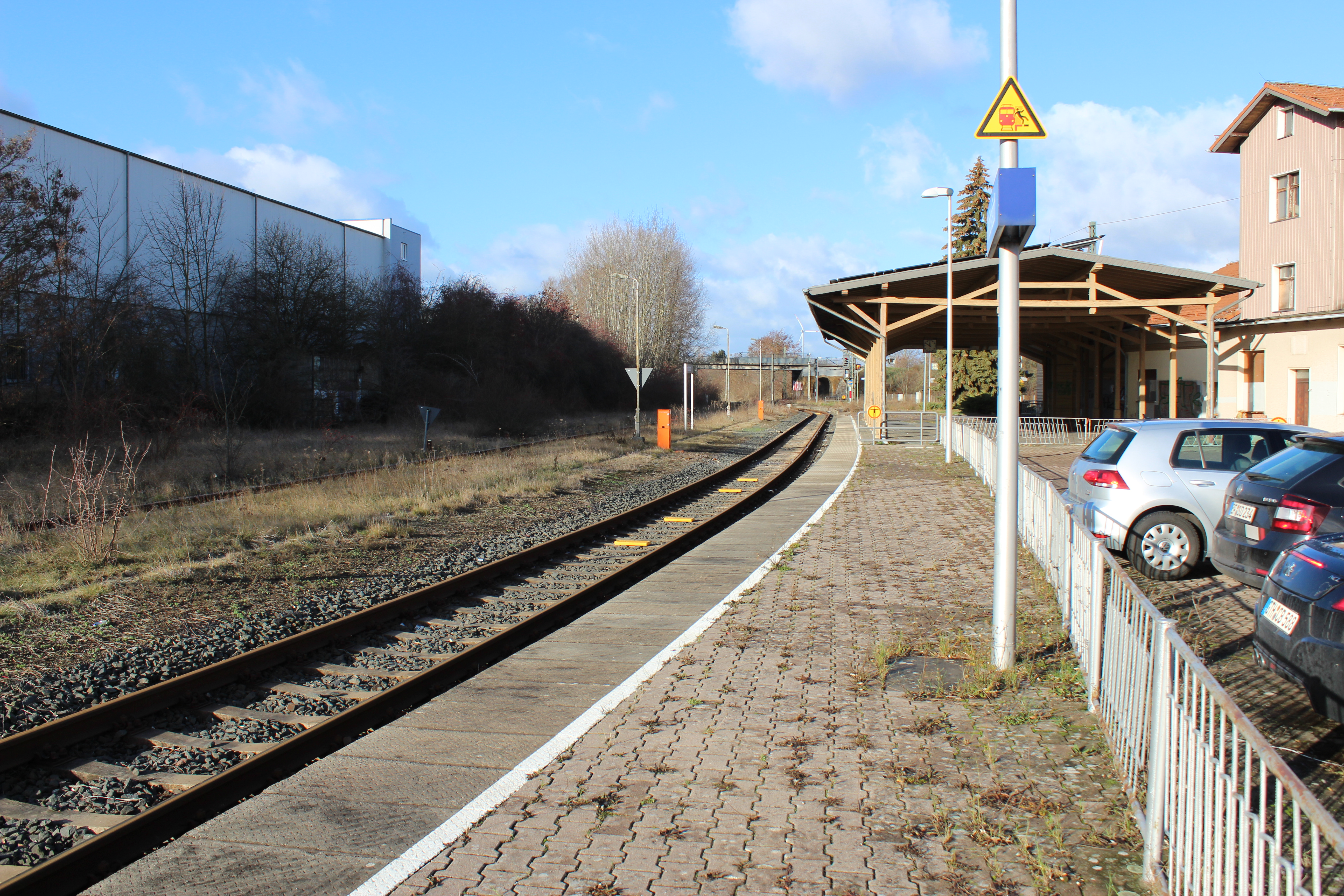
Gleis nach Friedrichroda (2019)

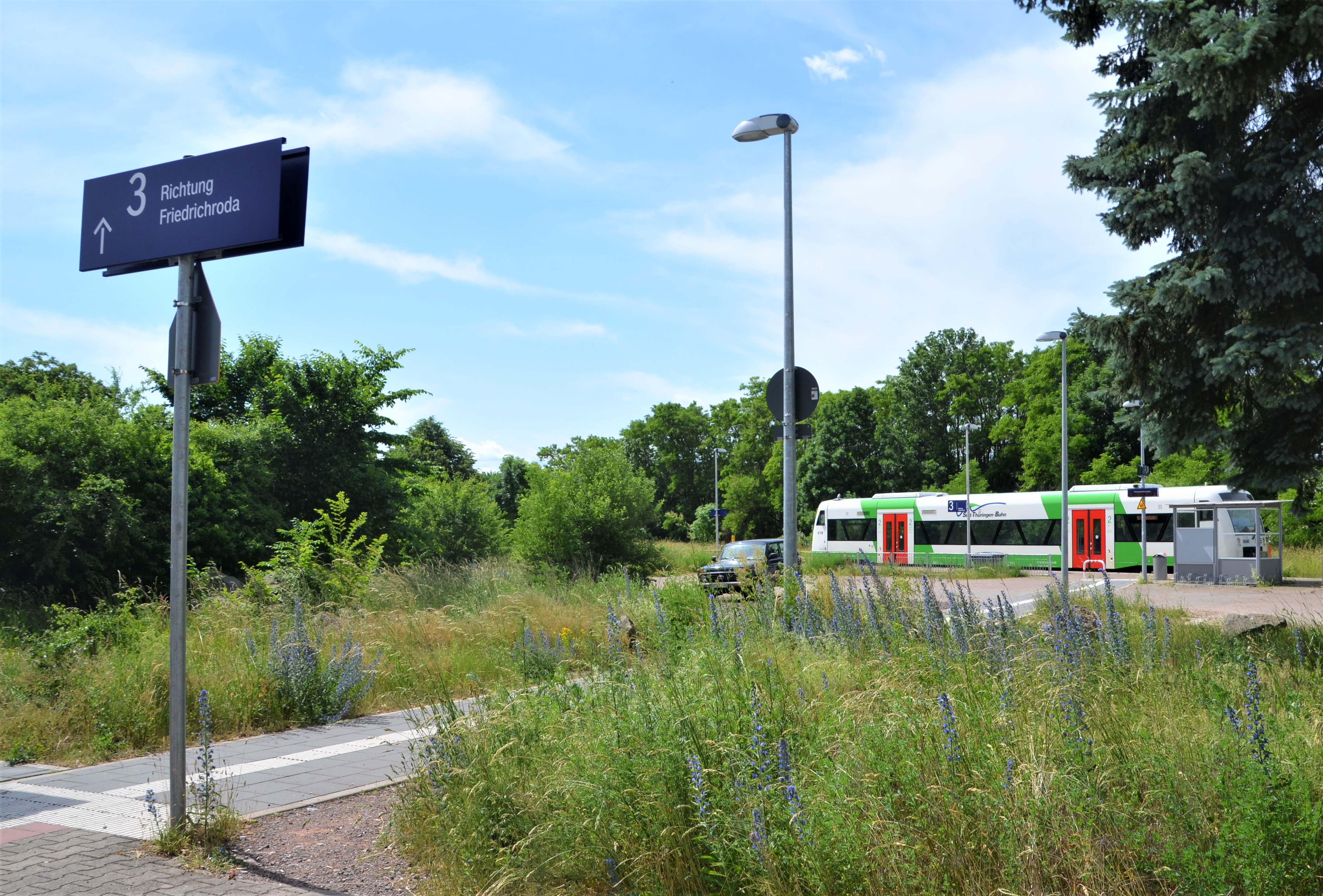
Verbindung zwischen Gleis 1 und 3, im Hintergrund der Zug nach Friedrichroda

Die 1847 durch die Thüringische Eisenbahn-Gesellschaft eröffnete Bahnstrecke Weißenfels-Gerstungen führte nördlich an der Stadt Waltershausen vorbei, sodass bereits 1848 eine Pferdebahn von Fröttstädt nach Waltershausen eröffnet wurde. Damit war Fröttstädt Ausgangspunkt der ersten Nebenbahn Thüringens. Diese Bahn wurde 1874 im Zuge der Umstellung auf Dampfbetrieb zur Bahnstrecke Fröttstädt–Waltershausen–Friedrichroda ausgebaut, deren Betriebsführung 1876 an die Centralverwaltung für Secundairbahnen Herrmann Bachstein verpachtet wurde. Durch diesen Ausbau wurde der Bahnhof Fröttstädt zum Keilbahnhof mit dem Empfangsgebäude zwischen den Gleisen beider Strecken. Die Nebenstrecke nach Friedrichroda wurde zusammen mit anderen Strecken im Herzogtum Sachsen-Coburg und Gotha 1889 durch die Preußische Staatsbahn übernommen, die sie 1896 bis Georgenthal verlängerte und 1907–1912 bis Schnepfenthal mit einem zweiten Gleis ausbaute, das aber bereits 1942/1943 wieder demontiert wurde. Nach der Eröffnung der Thüringerwaldbahn 1929 nahm der Reiseverkehr auf der Nebenstrecke ab. 1947 wurden die Gleise zwischen Friedrichroda und Georgenthal demontiert, um als Reparationsleistung in die Sowjetunion gebracht zu werden. Bis zum Rückgang der Industrie infolge der Wiedervereinigung dominierte der Güterverkehr. Dieser wurde 1994 weitgehend eingestellt. Der Reiseverkehr wurde 1998 auf einen Taktfahrplan umgestellt. In den Jahren 2016/2017 wurde im Zuge der Erhöhung der Höchstgeschwindigkeit die Unterführung verfüllt und durch Treppenabgänge und Aufzüge zur Hörselgauer Straße ersetzt. Das ehemalige Empfangsgebäude wurde von der Deutschen Bahn verkauft, der überdachte Bereich westlich des Empfangsgebäudes gesperrt.

## Bahnsteige

Gleisplan des Bahnhofs Fröttstädt

| Gleis | Länge in m | Höhe in cm | Nutzung                |
| ----- | ---------- | ---------- | ---------------------- |
| 1     | 157        | 38         | Richtung Halle         |
| 2     | 151        | 38         | Richtung Bebra         |
| 3     | 60         | 34         | Richtung Friedrichroda |

## Verkehrsanbindung
Im Zuge der Betriebsaufnahme im „Saale-Thüringen-Südharz-Netz“ übernahm Abellio Rail Mitteldeutschland im Dezember 2015 die Regionalbahnlinie RB 20 von der DB Regio Südost. Seitdem kommen Talent-2-Triebwagen statt Halberstädter Mitteleinstiegswagen zum Einsatz. Seit Dezember 2017 gehört die Regionalbahnlinie RB 48 nach Friedrichroda zum „Dieselnetz Südthüringen“, welches von der Süd-Thüringen-Bahn betrieben wird, die Triebwagen vom Typ Regio-Shuttle einsetzt.
| Linie               | Linienverlauf                                               | Takt (min) | KBS | EVU                            |
| ------------------- | ----------------------------------------------------------- | ---------- | --- | ------------------------------ |
| RB 20               | Leipzig – Naumburg – Erfurt – Gotha – Fröttstädt – Eisenach | 60         | 605 | Abellio Rail Mitteldeutschland |
| RB 48               | Fröttstädt – Waltershausen – Friedrichroda                  | 60         | 606 | Süd-Thüringen-Bahn             |
| Stand: 9. Juni 2024 |                                                             |            |     |                                |